# Asturica Augusta

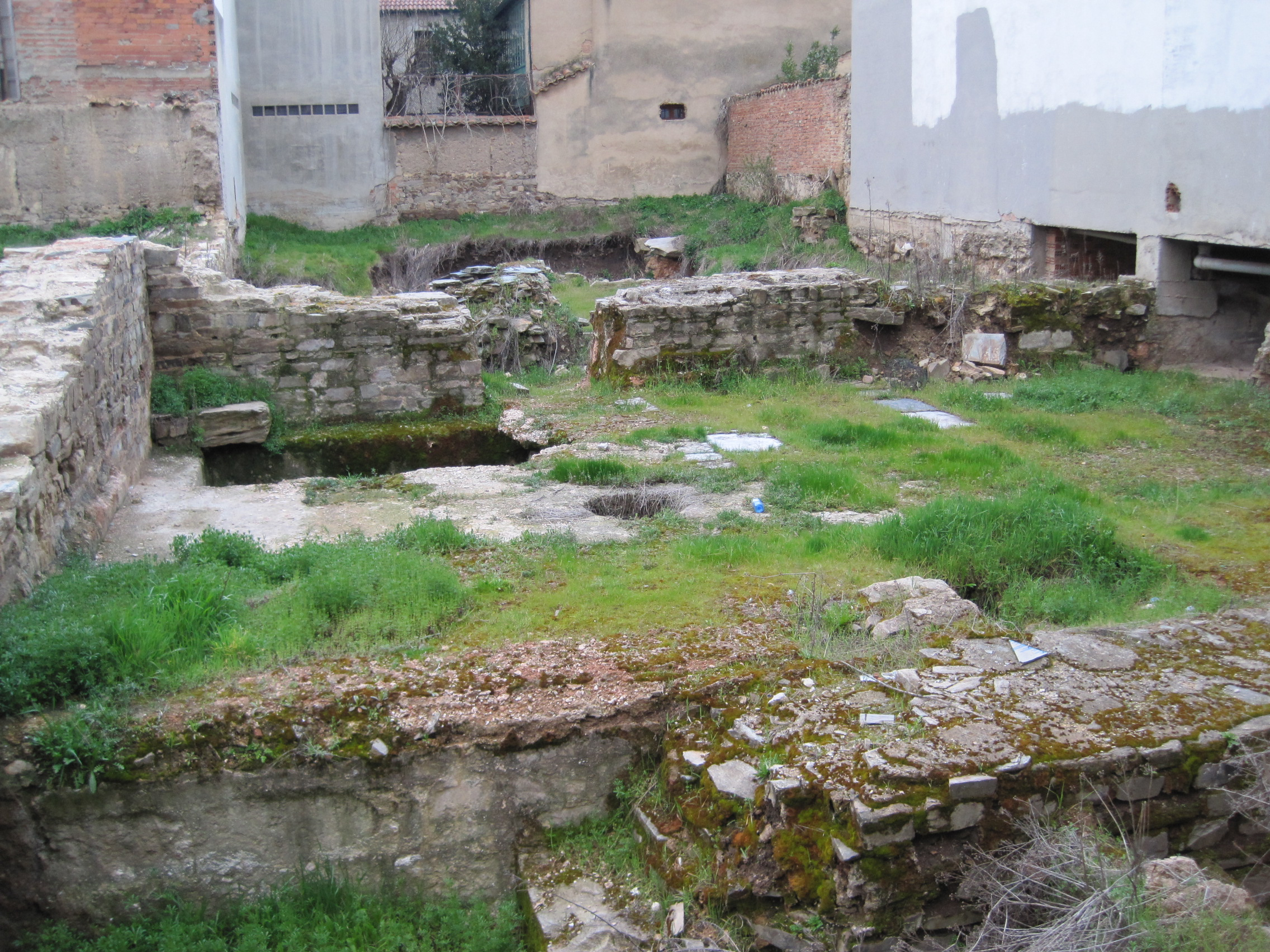
Reste der Thermen

Asturica Augusta war eine antike Stadt im heutigen Nordwest-Spanien. In der Antike lag sie in der römischen Provinz Hispania Tarraconensis in einer an Goldminen reichen Gegend. Es handelt sich um das moderne Astorga. Die Stadt war der Hauptort der Asturer, eines keltischen Stamms. Sie wird bei verschiedenen antiken Autoren erwähnt, so etwa von Plinius, der sie als „große Stadt“ bezeichnet.
Wenig ist zur Gründung der Stadt bekannt. Nach archäologischen Funden zu schließen wurde sie unter Augustus um etwa 15 bis 10 v. Chr. gegründet. Es fanden sich verschiedene Grabsteine von Soldaten der Legio X Gemina, die hier im Kantabrischen Krieg kämpften, so dass es sicher scheint, dass diese Legion hier stationiert war. Um 15 bis 20 n. Chr. zog die Legion ab, und das Lager wurde in eine Stadt umgewandelt. Die Stadt wurde nun zum Hauptort der Asturer. Zwei hohe Beamte leiteten zuerst die Gemeindeverwaltung; als Hauptort eines conventus vertraten sie Flamines beim Tempel des Augustus zu Tarraco auf dem Concilium der Provinz.
Am Beginn des dritten Jahrhunderts wurde Asturica Augusta Hauptstadt der neu eingerichteten Provinz Hispania nova citerior Antoniniana. Diese Provinz wurde aber schon nach wenigen Jahren wieder aufgegeben, und das Gebiet verblieb in der alten Provinzialordnung. Ab dem vierten Jahrhundert residierte hier ein Bischof.
Die Bauten der Stadt sind vergleichsweise gut bekannt. Die Straßen folgen einem Schachbrettmuster. Es sind zwei Thermen bekannt. Im Süden der Stadt stand das Forum. Es handelte sich um einen großen quadratischen Platz. Im Zentrum stand vielleicht einst ein Tempel, der bisher allerdings kaum ausgegraben ist, aber massive Fundamente hatte. Im Westen des Forums befand sich ein Tempel für den Kaiserkult. Diverse große Stadtvillen sind bei Ausgrabungen erfasst worden. Das Stadtgebiet war von einer Mauer umgeben, deren Erbauungszeit unsicher ist.